# Ника (митологија)
Ника (грч. Νίκη) у грчкој митологији је богиња победе. Она је кћи Титана Паланта и персонифициране богиње Стикс. Њен пандан у римској митологији je Викторија.

## Карактеристике
Као богиња ратне победе, приказивана је уз Зевса, Атину и Ареса, а као богиња победе у такмичењу, приказана је како овенчава победника музичког или атлетског такмичења. Била је на Зевсовој страни у Титаномахији, заједно са својим оцем Палантом и дедом Океаном, а такође је подржавала Зевса кад је свргнуо свога оца Хрона. Кад је Зевс затим постао највиши бог, примио је Нику на Олимп и узвисио је на положај своје нераздвојне пратиље. Ника није пружала помоћ само Зевсу него и другим боговима, а уз њих и људима, доносила им победу у борби оружјем, у уметничким и спортским такмичењима.
И она је сама могла врло брзо трчати и летети, зато је приказивана с крилима. Приказивана је као предивна дјевојка, а главу јој је често украшавао победнички венац или палмино лишће. Спартанци су је приказивали у ланцима тако да их не би никад, као персонификација победе, напустила.

## Култ
Ника је обично поштована уз богињу Атину с којом је повезивана након грчке победе над Персијанцима у Маратонској бици. Понекад је и сама Атина приказивана с Никиним атрибутима. Према Паусанији, кип богиње Атине Нике који приказује Нику без крила (Nika Apteros) био је такав да богиња никад не напусти град Атину. Познат је и кип богиње која поправља сандалу (Nika Slancio).

## Ника са Самотраке
Раном хеленизму припада и фигура Нике са Самотраке која се чува у Лувру. Иако јој недостају руке и глава, фигура је задржала свој очаравајући доживљај. Откривена је 1863. године, а аутор није познат. Можда је био ученик Праксителове или Лисипове школе, могуће да је то био Еутихид.

## Никин храм
Храм Атине Нике на атинској Акропољи потиче из 427—424 године п. н. е. Саграђен је под руководством архитекта Каликрата, од пантелског мермера, у јонском стилу. Године 1686. срушили су га Турци, да би на том месту поставили бастион за топове. У годинама 1835. до 1837. храм је поново саграђен од оригиналних камених блокова који (на срећу) нису били уклоњени с тог места. Упркос својим скромним димензијама храм се убраја међу најатрактивније грађевине класичне Грчке.